# Isabel C. F. R. Ferreira
Isabel Cristina Fernandes Rodrigues Ferreira (Nampula, Moçambique, 1974) é uma cientista portuguesa especialista na área agroalimentar. Foi entre 2022 e 2024 a Secretária de Estado do Desenvolvimento Regional no XXIII Governo Constitucional.

## Biografia
Licenciada em Bioquímica pela Faculdade de Ciências da Universidade do Porto e Doutorada em Química pela Faculdade de Ciências da Universidade do Minho, é Professora Coordenadora Principal no Instituto Politécnico de Bragança. Foi ainda Vice-Presidente do Instituto Politécnico de Bragança, Diretora do Centro de Investigação de Montanha e Mentora do Laboratório Colaborativo MORE - Montanhas de Investigação.
É uma das investigadoras mais citadas no mundo, tendo sido distinguida em 2015, 2016, 2017, 2018 e 2019 pelo Web of Science Group pela sua investigação científica, que em 2019 havia sido citada mais de 24 mil vezes.
Enquanto investigadora, a sua obra inclui a edição de 4 livros internacionais e a publicação de 60 capítulos de livro, mais de 600 artigos científicos e várias patentes nacionais e europeias, a maioria resultante de transferência de tecnologia para a indústria, estando algumas delas na base da criação de spin-offs do Instituto Politécnico de Bragança.
Foi Editora-Chefe da Antioxidants (secção Natural and Artificial Antioxidants), Editora Associada da Food & Function e da Coleção Bioactive Compounds da revista Molecules, e tem integrado o corpo editorial da Food and Chemical Toxicology, Industrial Crops and Products e Advances in Food and Nutrition Research.
Da sua atividade científica salienta-se ainda a coordenação de vários projetos de investigação nacionais e internacionais, com destaque para o ValorNatural.

## Distinções
- 2019 - Vencedora do Prémio Europeu de Inovação Social com o projeto SpraySafe.
- 2018 - Distinguida pela publicação IACOBUS.
- 2017 - Galardoada com a Medalha de Mérito do Município de Bragança.
- 2016 - Distinguida pela Agência Nacional para a Cultura Científica e Tecnológica, no livro Mulheres na Ciência.
- 2014 - Vencedora do Prémio "International Cooperation Award on R&D and Innovation" da COTHN.
- 2013 - Reconhecida pela divulgação da ciência portuguesa no Mundo e pela Agência Nacional Programa Ao Longo da Vida, pela coordenação do ERASMUS Intensive Programme «Chemistry of Natural Products».
- 2011 - Vencedora do Prémio Food I&DT.
- 2001 - Vencedora do Prémio Gulbenkian de Estímulo à Investigação Científica.